# The Brighouse & Rastrick Brass Band
The Brighouse & Rastrick Brass Band, auch The Brighouse and Rastrick Band, ist eine britische Brassband aus West Yorkshire.

## Werdegang
Die Geschichte der Brighouse and Rastrick Band reicht bis ins Jahr 1881 zurück. Mit dem 1976 aufgenommenen Stück The Floral Dance gelang es der Brassband zu Weihnachten 1977, ihren bis dahin nur regionalen Erfolg auszudehnen. Das Lied platzierte sich Ende November in den UK-Charts, erreichte in der fünften Woche den 2. Platz und hielt diese Position bis Mitte Januar 1978 sechs Wochen lang. Damit gehört das Instrumental zu den zehn meistverkauften Singles des Jahres 1977 in Großbritannien. In Deutschland erklomm das Lied im Februar 1978 Platz 29. Das gleichnamige Album stieg Ende Januar in die englische Hitparade und kam auf Platz 10. Weitere Charterfolge blieben aus. Die Kapelle ist bis heute aktiv und veröffentlicht Tonträger.

## Diskografie

### Alben
- 1969: National Brass Band Festival, Royal Albert Hall, 1969 (mit  Black Dyke Mills Band, G. U. S. (Footwear) Band, C. W. S. (Manchester) Band und Gastdirigenten Vilem Tausky, S. H. Boddington, W. B. Hargreaves)
- 1970: National Brass Band Championships of Great Britain Festival Concert (mit  C.W.S. (Manchester) Band, The Williams Fairey Brass Band, Fodens Brass Band und The G. U. S. Footwear Band)
- 1972: Granada Festival ’71 (mit Carlton Main Frickley Colliery Band, The Grimethorpe Colliery Band, City of Coventry Band, The Ransome Hoffman Pollard Works Band, The Cory Band)
- 1973: National Brass Festival, Royal Albert Hall, 1973 (mit City Of Coventry Band, Grimethorpe Colliery Band, G. U. S. (Footwear) Band, James Shepherd Versatile Brass, Dirigenten: Geoffrey Brand, Eric Ball, Walter Hergreaves, Regie: Dennis Wilby)
- 1973: The Brighouse & Rastrick Brass Band and the Rossendale Male Voice Choir (mit The Rossendale Male Voice Choir)
- 1973: Vintage Brass
- 1974: National Brass Festival, Royal Albert Hall, 1974 (mit Black Dyke Mills Band, The Cory Band, City of Coventry Band, Dirigenten: Sir Charles Groves, Ernest Tomlinson, Solist: Maurice Murphy)
- 1974: Brass Accolade
- 1975: Brighouse & Rastrick Band
- 1976: The Lusher Side of Brighouse and Rastrick Band
- 1976: The Floral Dance
- 1977: Champion Brass Band
- 1984: A Touch More Brass (Splitalbum mit The Band of the Royal Military Academy)
- 1985: 20 Hits from 20 Years
- 1990: Play 30 All Time Classic Hits (2 LPs)
- 2001: Floral Dance & Other Requests
- 2004: UK Brass
- 2012: War of the Worlds – The Music of Peter Graham (Dirigent: Professor David King)
- 2013: Best of Brass, Vol. 3 (Dirigent: Garry Cutt)
- 2014: Vita Destructa

### Singles
- 1976: The Floral Dance
- 1978: The Lincolnshire Poacher
- 1978: Barwick Green
- 1978: Theme from Shaft
- 1978: O Come All Ye Faithful
- 1978: Tidings of Great Joy (EP)
- 1979: Lord of the Dance